# Federico Bru y Mendiluce
Federico Bru y Mendiluce (provincia de Teruel, 1844-Barcelona, 1908) fue un periodista, farmacéutico y político español, diputado durante la Primera República.

## Biografía
Nació en 1844 en la provincia de Teruel, según la fuente en Villar del Salz o en Santa Eulalia, y fue farmacéutico. Políticamente republicano, ocupó escaño de diputado a Cortes por el distrito guadalajareño de Molina de Aragón tras las elecciones de 1873. Como periodista se dice que habría publicado en la localidad guadalajareña de Checa un periódico redactado y compuesto de forma personal. Fue también colaborador asiduo de numerosas publicaciones periódicas, como La Voz de la Alcarria. Más adelante ejerció como farmacéutico y funcionario en las islas Filipinas. A comienzos del siglo XX, en sus últimos años, era defensor de la Solidaridad Catalana. Falleció en Barcelona el 17 de agosto de 1908 y fue enterrado en el Cementerio Nuevo.